# Форест Парк (Илиноис)
Форест Парк (енгл. Forest Park) град је у америчкој савезној држави Илиноис.

## Демографија
По попису из 2010. године број становника је 14.167, што је 1.521 (-9,7%) становника мање него 2000. године.
| Група             | 2000.         | 2010.         |
| Белци             | 8.169 (52,1%) | 7.048 (49,7%) |
| Афроамериканци    | 4.892 (31,2%) | 4.583 (32,3%) |
| Азијати           | 1.071 (6,8%)  | 847 (6,0%)    |
| Хиспаноамериканци | 1.230 (7,8%)  | 1.398 (9,9%)  |
| Укупно            | 15.688        | 14.167        |